# Statssocialism
Statssocialism betecknar att staten själv äger och utnyttjar produktionsmedel och driver ekonomiska företag. Då definitionen utgår från ägandeformen, likställs den ofta med statskapitalism.
All statssocialism förkastades av 1800-talets liberalism, medan flera av dåtidens socialister såg det som ett delmål på vägen till socialism. Det blev dock under 1800-talet allt vanligare att icke-socialister kom att förespråka en begränsad statssocialism, och en sådan kom också att genomföras i kapitalistiska stater, till exempel med avseende på skogar, vattenkraft, järnvägar, telekommunikation och dylikt. På samma sätt betecknades den under samma tid genomförda utvidgningen av den kommunala verksamheten som kommunalsocialism (se kommunalisering). Under 1900-talet blev statssocialismen helt genomförd i Sovjetunionen och andra stater under dess inflytande.